# NGC 1896
NGC 1896 ist die Bezeichnung eines offenen Sternhaufens  oder einer zufällig angeordneten Sternengruppe im Sternbild Auriga. Das Objekt wurde am 17. Januar 1784 von Wilhelm Herschel entdeckt.